# キーオン・コールマン
キーオン・コールマン（Keon Coleman, 2003年5月17日 - ）は、アメリカ合衆国ルイジアナ州オペルーサス出身のワイドレシーバー。

## 経歴

### カレッジ

#### ミシガンステート
ミシガン州立大学に進学し、1年目の2021年シーズンは10試合に出場して7レシーブ、50レシーブ獲得ヤードを記録。また、バスケットボールチームでも6試合に出場した。
2022年シーズンは12試合に出場して58レシーブ、798レシーブ獲得ヤード、7つのレシービングTDと大幅に成績を伸ばし、オールビッグ10セカンドチームに選出された。シーズン終了後、フロリダ州立大学へ転校した。

#### フロリダステート
2023年シーズンは12試合に出場して50レシーブ、658レシーブ獲得ヤード、11のレシービングTDを記録し、オールACCファーストチームに選出された。シーズン終了後、2024年のNFLドラフトにアーリーエントリーした。
| シーズン         | 試合             | 試合             | レシーブ         | レシーブ         | レシーブ         | レシーブ         |                  |
| シーズン         | 試合             | 先発             | レシ ーブ        | ヤード           | 平均             | TD               |                  |
| ミシガンステート | ミシガンステート | ミシガンステート | ミシガンステート | ミシガンステート | ミシガンステート | ミシガンステート | ミシガンステート |
| ---------------- | ---------------- | ---------------- | ---------------- | ---------------- | ---------------- | ---------------- | ---------------- |
| 2021             | 10               | 0                | 7                | 50               | 7.1              | 1                |                  |
| 2022             | 12               | 11               | 58               | 798              | 13.8             | 7                |                  |
| フロリダステート |                  |                  |                  |                  |                  |                  |                  |
| 2023             | 12               | 12               | 50               | 658              | 13.2             | 11               |                  |
| 通算             | 34               | 23               | 115              | 1,506            | 13.1             | 19               |                  |

### バッファロー・ビルズ
| 6 ft 3+1⁄4 in (191 cm)      | 213 lb (97 kg) | 32+1⁄8 in (82 cm) | 9+3⁄8 in (24 cm) | 4.61 s | 1.54 s | 2.68 s | 38.0 in (97 cm) | 10 ft 7 in (3.23 m) |
| All values from NFL Combine |                |                   |                  |        |        |        |                 |                     |

2024年のNFLドラフトにて全体33位でバッファロー・ビルズから指名された。